# Гаджиев, Гаджи Муслимович
Гаджи́ Мусли́мович Гаджи́ев (род. 28 октября 1945, Буйнакск, Дагестанская АССР) — советский футболист, советский и российский футбольный тренер. Заслуженный тренер России. Олимпийский чемпион 1988 года в Сеуле. Кандидат педагогических наук. Кавалер ордена «За заслуги перед Республикой Дагестан».

## Биография
По национальности — аварец. Родился в рабочей семье, заниматься футболом начал в детской команде «Спартак» из Хасавюрта. За недолгую игровую карьеру играл за ленинградские «Спартак» и «Скороход» из КФК. Из-за сильной близорукости вынужден был закончить карьеру футболиста и в 20 лет стал работать тренером.
Вернувшись в Хасавюрт, Гаджиев начал работать тренером в местной ДЮСШ. После того как его воспитанники сумели проявить себя на первенстве Дагестана,[уточнить] он в 1972 году был приглашён на работу в махачкалинское «Динамо», имевшее статус главной команды республики, став исполняющим обязанности главного тренера. Уже в следующем сезоне он стал полноценным главным тренером. Работая в «Динамо», которое выступало во второй лиге, Гаджиев отчислил 15 игроков за нарушение спортивного режима, заменив их игроками из производственных коллективов. В результате этого команда с конца турнирной таблицы поднялась в середину.
В 1976 году Гаджиев был направлен в учиться в Москву в Высшую школу тренеров (ВШТ). После её окончания в 1977 году защитил диссертацию, став кандидатом педагогических наук. Гаджиеву было предложено вернуться в махачкалинское «Динамо», став ассистентом Евгения Горянского, однако он отклонил это предложение, предпочтя работу младшим научным сотрудником во Всесоюзном НИИ физкультуры, в котором работал в 1978—1980 годах. В то же время Гаджиев начал работать в Федерации футбола СССР, являясь членом комплексно-научной группы сборных команд СССР, руководителем комплексно-научной группы ЦСКА (с 1980 по 1984 год), тренером сборной СССР по работе с игроками ЦСКА (с 1982 по 1984 год), тренером сборной СССР по учебно-тренировочному центру сборных команд в Новогорске (с 1985 по 1986 год).
В 1983 году Гаджиев вернулся к тренерской работе, войдя в штаб «Нефтчи» Баку, в котором проработал два года.
В 1986 году вошёл в тренерский штаб олимпийской сборной СССР, став помощником главного тренера Анатолия Бышовца. В скором времени между тренерами установились дружеские отношения. В 1988 году они привели команду к золотым медалям Олимпийских игр в Сеуле, переиграв в финале сборную Бразилии, ведомую Бебето и Ромарио. После того как в 1990 году Бышовец возглавил основную сборную СССР, Гаджиев вновь занял пост помощника главного тренера и в этом статусе отправился на Евро-1992. Отборочный турнир сборная СССР прошла без поражений, опередив сильную команду Италии, а на решающие матчи отправилась уже сборная СНГ, которая дважды сыграв вничью с немцами и голландцами, крупно уступила шотландцам и покинула турнир после группового этапа. После этого тренерский штаб сборной ушёл в отставку.
С 1992 по 1997 Гаджиев неизменно входил в тренерский штаб молодёжной сборной России, работая с Борисом Игнатьевым и Михаилом Гершковичем. В 1997 году он стал тренером сборной России, а с 24 июля по 20 декабря 1998 вновь работал под руководством Бышовца. После того как сборная России проиграла шесть матчей подряд с общим счётом 5:14, весь тренерский штаб был уволен.
13 марта 1999 года Гаджиев стал главным тренером махачкалинского «Анжи», который выступал в первом дивизионе. Для него это стал первым опытом самостоятельной тренерской работы за последние 24 года. Уже в первом же сезоне команда впервые в истории вышла в высший дивизион. В следующем году команда, имеющая скромные финансовые возможности, состоящая преимущественно из местных игроков, начала бороться за медали. На своём поле махачкалинцы уступили лишь однажды — действующему чемпиону страны московскому «Спартаку», а всего за сезон потерпели восемь поражений. Для того чтобы завоевать бронзовые медали чемпионата «Анжи» было достаточно не проиграть в заключительном матче московскому «Торпедо». До конца второго тайма сохранялся счёт 1:1, однако в добавленное время судья назначил неоднозначный пенальти за игру рукой. Пенальти был реализован, и подопечные Гаджиева заняли четвёртое место, что тем не менее было большим успехом и давало путёвку в Кубок УЕФА. По итогам 2000 года Гаджиев был признан РФС лучшим тренером года.
Успехи команды продолжились и в следующем году, когда весной 2001 года «Анжи» вышел в финал Кубка России. В решающем матче подопечные Гаджиева встречались с московским «Локомотивом». На 90-й минуте полузащитник махачкалинцев Нарвик Сирхаев открыл счёт, но на исходе компенсированного времени Заза Джанашия забил ответный гол и перевёл игру в дополнительное время, которое победителя не выявило. В серии пенальти победил «Локомотив». Ещё в конце 2000 года здоровье Гаджиева несколько пошатнулось (некоторое время его неофициально подменял Анатолий Бышовец) и 28 июля 2001 года он покинул должность главного тренера.
Взяв небольшую паузу, Гаджиев возглавил японский клуб «Санфречче Хиросима», сменив другого российского тренера Валерия Непомнящего, но особых успехов не достиг и был уволен через два месяца.
14 января 2003 года Гаджиев вернулся в «Анжи», который на тот момент уже покинул высший дивизион. По итогам первенства первого дивизиона «орлы» заняли лишь 6-е место.
Следующий этап тренерской карьеры Гаджиева был связан с самарскими «Крыльями Советов», которые он возглавил 23 ноября 2003 года. Имея неплохие возможности для выбора игроков и организации работы, Гаджиев уже в следующем сезоне привёл клуб к лучшему результату в его истории: команда завершила сезон на третьем месте в турнирной таблице, лишь на пять очков отстав от ставшего чемпионом «Локомотива». Кроме того, клуб дошёл до финала Кубка России, по ходу турнира выбив из него «Зенит» и ЦСКА. Однако в решающем матче команду Гаджиева вновь постигла неудача: будучи фаворитом матча с грозненским «Тереком», выступавшим в первом дивизионе, самарцы пропустили единственный гол на второй добавленной к матчу минуте. Следующие два сезона «Крылья Советов» провели менее успешно (14-е и 10-е места в турнирной таблице соответственно), а в квалификации Кубка УЕФА удалось уверенно пройти БАТЭ и остановиться в шаге от группового этапа, лишь по правилу выездного гола уступив АЗ (с общим счётом 6:6). 28 ноября 2006 года после трёх лет работы Гаджиев покинул самарский клуб.
24 мая 2007 года Гаджиев возглавил раменский «Сатурн», сменив на посту Владимира Вайсса. На момент назначения «чёрно-синие» располагались на 10-м месте в турнирной таблице, однако под руководством Гаджиева значительно прибавили и завершили сезон на 5-м месте — рекордном в истории клуба. Футболисты «Сатурна» прямо повлияли на исход чемпионской гонки: в рамках 28-го тура они принимали лидера чемпионата московский «Спартак», матч с которым завершился со счётом 0:0. Этот результат позволил выйти в лидеры чемпионата «Зениту», с которым «Сатурн» встречался в заключительном туре. Несмотря на упорное сопротивление «чёрно-синих», матч завершился минимальной победой петербуржцев и их победой в чемпионате. По итогам 2007 года РФС вновь признал Гаджиева лучшим тренером года. Однако уже в середине следующего сезона, 8 августа 2008 года Гаджиев и его старший тренер Борис Игнатьев были отправлены в отставку из-за снижения результатов команды.
19 апреля 2010 года Гаджиев возобновил тренерскую карьеру, в третий раз за карьеру возглавив «Анжи», который только вернулся в премьер-лигу, сменив на посту Омари Тетрадзе. Под руководством Гаджиева «орлы» финишировали на 11-м месте, избежав борьбы за выживание. В январе 2011 года владельцем «Анжи» стал миллиардер Сулейман Керимов, который начал собирать в команде звёздных игроков (в числе которых были Роберто Карлос, Юрий Жирков и Самюэль Это’о) и поставил задачу попасть в еврокубки. 29 сентября 2011 года Гаджиев был освобождён от занимаемой должности. На тот момент махачкалинцы шли на седьмом месте в турнирной таблице, однако в трёх последних матчах сумел выиграть лишь однажды. Сам Гаджиев отбывал четырёхматчевую дисквалификацию после того, как в перерыве матча с московским «Динамо» сломал дверь в судейскую комнату.
В июне 2012 года Гаджиев возглавил нижегородскую «Волгу», с которой вёл борьбу за сохранение места в премьер-лиге. В начале зимней паузы в чемпионате России 26 декабря Гаджиев досрочно расторг контракт, чтобы вновь возглавить «Крылья Советов», которые также решали задачу по сохранению прописки в элите. Сезон самарцы завершили на 14-м месте («Волга» в итоге финишировала 12-й). Следующий сезон Гаджиев начал в «крылышках», однако руководил командой лишь в первых четырёх турах.
8 августа 2013 года он в четвёртый раз за карьеру стал главным тренером «Анжи». За несколько дней до этого владелец команды Сулейман Керимов решил резко сократить финансирование команды и продать ряд лидеров. На их место пришли игроки более низкого уровня, которые к тому же не были сыграны. Несмотря на все усилия Гаджиева, «орлы» по итогам сезона заняли последнее, 16-е место и вылетели в ФНЛ. При этом «Анжи» сумел достойно выступить в Лиге Европы, выйдя в плей-офф турнира и выбив в 1/16 финала бельгийский «Генк». В 1/8 финала подопечные Гаджиева встречались с голландским АЗ и уступили со счётом 0:1 по сумме двух матчей. Таким образом «Анжи» сумел повторить лучший результат в еврокубках.
30 декабря 2014 года Гаджиев подписал контракт с клубом «Амкар» сроком до конца сезона, который в дальнейшем был продлён. Больших успехов пермяки не достигли, однако на протяжении нескольких сезонов успешно решали задачу по сохранению места в премьер-лиге. 2 марта 2018 года Гаджиев объявил о своём уходе. При этом, несмотря на разрыв контракта, он присутствовал на первой игре после своего увольнения и консультировал тренерский штаб команды. К тому моменту пермский клуб находился на грани банкротства и по окончании сезона был расформирован.
В 2019 году Гаджиев стал одним из учредителей и президентом клуба «Махачкала», на базе которого в 2021 году было возрождено махачкалинское «Динамо».

## Достижения
Наибольшие достижения на клубном уровне:
- 3 место в чемпионате России с ФК «Крылья Советов», высшее место в истории клуба (2004)
- 4 место в чемпионате России с ФК «Анжи»
- 5 место в чемпионате России с ФК «Сатурн», высшее место в истории клуба (2007)
- участие в Кубке УЕФА с «Анжи» (2001) и «Крыльями Советов» (2005)
- выход в финал Кубка России с «Анжи» (2001) и «Крыльями Советов» (2004)
- выход в высшую лигу с «Анжи» (1999)
- в 2000 и 2007 годах признан лучшим тренером России[30]

| Команда            | Страна | Начало работы   | Окончание работы | М   | В   | Н   | П   | В%    |
| ------------------ | ------ | --------------- | ---------------- | --- | --- | --- | --- | ----- |
| Анжи               | Россия | 13 марта 1999   | 15 июля 2001     | 93  | 49  | 22  | 22  | 52,68 |
| Санфречче Хиросима | Япония | 8 декабря 2001  | 11 февраля 2002  | 8   | 2   | 1   | 5   | 25,00 |
| Анжи               | Россия | 14 января 2003  | 16 ноября 2003   | 41  | 18  | 13  | 10  | 43,90 |
| Крылья Советов     | Россия | 23 ноября 2003  | 28 ноября 2006   | 113 | 47  | 27  | 39  | 41,59 |
| Сатурн (Раменское) | Россия | 24 мая 2007     | 8 августа 2008   | 39  | 16  | 10  | 13  | 41,02 |
| Анжи               | Россия | 16 июня 2010    | 29 сентября 2011 | 29  | 9   | 5   | 15  | 31,03 |
| Волга (НН)         | Россия | 4 июня 2012     | 23 декабря 2012  | 21  | 4   | 5   | 12  | 19,04 |
| Крылья Советов     | Россия | 29 декабря 2012 | 8 августа 2013   | 17  | 5   | 5   | 7   | 29,41 |
| Анжи               | Россия | 15 августа 2013 | 22 мая 2014      | 37  | 6   | 12  | 19  | 16,21 |
| Амкар              | Россия | 30 декабря 2014 | 2 марта 2018     | 103 | 31  | 32  | 40  | 34,92 |
| ВСЕГО              |        |                 |                  | 501 | 187 | 132 | 182 | 39,46 |

## Личная жизнь
От первого брака у Гаджиева сын и две дочери. Старший Магди — юрист, занимается бизнесом. Средняя дочь Айна работает врачом, младшая Заира — филолог.
Вторая супруга Елена, училась в Школе телевидения в Останкино. Познакомились в 2002 году. Сыновья Шамиль (род. 26 июля 2005 года) и Муслим (род. 9 октября 2007 года), дочь Надия (род. в августе 2011 года).

## Награды
- Орден «За заслуги перед Республикой Дагестан»;
- Орден Почёта Республики Дагестан III степени (25 апреля 2023)[37];
- Орден Почёта Республики Дагестан II степени (18 июня 2024)[38].